# Weathering with You (álbum)
Weathering with You (天気の子, Hepburn: "Tenki no Ko") é o décimo primeiro álbum de estúdio da banda de J-rock Radwimps e trilha sonora do filme animado de 2019 O Tempo Com Você. Foi lançado mundialmente no dia 19 de julho de 2019, mesmo dia do lançamento do filme pela EMI Records e Universal.

## Plano de fundo
Em 26 de agosto de 2017, Makoto Shinkai enviou um script do filme à Yojiro Noda para dar suas opiniões antes dele receber a canção "Is There Still Anything That Love Can Do" (愛にできることはまだあるかい "Ai ni Dekiru Koto wa Mada Aru Kai") do músico da banda Radwimps, que é então usado como música tema no filme. Outra canção, "Grand Escape" (グランドエスケープ) com vozes de Toko Miura foi adicionada. As outras canções incluem "Voice of Wind" (風たちの声, "Kaze-tachi no Koe"), "Celebration" (祝祭, "Shukusai") e "We'll Be Alright (大丈夫, "Daijōbu").

## Lista de trilhas
| Weathering with You |                                                                                 |         |  |
| N.º                 | Título                                                                          | Duração |  |
| 1.                  | "Theme of "Weathering with You" (『天気の子』のテーマ)"                         | 0:41    |  |
| 2.                  | "The Taste of Kindness (優しさの味)"                                            | 0:48    |  |
| 3.                  | "First Visit to K&A (K&A 初訪問)"                                               | 1:49    |  |
| 4.                  | "Welcome to Senpikan (占秘館へようこそ)"                                        | 0:53    |  |
| 5.                  | "K&A Welcoming Ceremony (K&A 入社式)"                                           | 1:03    |  |
| 6.                  | "Voice of Wind (Movie Edit) (風たちの声 (Movie Edit))"                          | 2:37    |  |
| 7.                  | "Saving Hina (陽菜、救出)"                                                      | 1:47    |  |
| 8.                  | "Sky Clearing Up (晴れゆく空)"                                                  | 2:13    |  |
| 9.                  | "Sea in the Sky (空の海)"                                                       | 0:59    |  |
| 10.                 | "Visiting Home (御宅訪問)"                                                      | 3:42    |  |
| 11.                 | "First Part Time Job As Sunshine Girl (初の晴れ女バイト)"                       | 1:19    |  |
| 12.                 | "Celebration (Movie Edit) [feat. Toko Miura] (祝祭 (Movie Edit) feat.三浦透子)" | 2:36    |  |
| 13.                 | "Fireworks Festival (花火大会)"                                                 | 3:05    |  |
| 14.                 | "Shrine of Weather (気象神社)"                                                  | 2:40    |  |
| 15.                 | "Shiba Ko-en (芝公園)"                                                          | 3:12    |  |
| 16.                 | "Two Confessions (二つの告白)"                                                  | 1:36    |  |
| 17.                 | "City Crisis (首都危機)"                                                        | 1:37    |  |
| 18.                 | "Snow in Midsummer (真夏の雪)"                                                  | 1:18    |  |
| 19.                 | "Power of the Weather (天気の力)"                                               | 1:22    |  |
| 20.                 | "Time with Family (家族の時間)"                                                 | 2:33    |  |
| 21.                 | "Hina, Fading Away (消えゆく陽菜)"                                              | 1:08    |  |
| 22.                 | "Eternity Above Clouds (永遠の雲の上)"                                          | 0:52    |  |
| 23.                 | "Clear Sky And Loss (晴天と喪失)"                                               | 2:45    |  |
| 24.                 | "Hodaka Escapes / Kid's Plot (帆高、逃走～子供達の画策)"                        | 3:01    |  |
| 25.                 | "Bike Chasing (バイクチェイス)"                                                 | 0:59    |  |
| Duração total:      | Duração total:                                                                  | 1:06:48 |  |

## Versão completa
Weathering with You Complete Version foi lançado no dia 27 de novembro de 2019. A edição internacional do álbum contém uma versão em inglês da canção "Is There Still Anything That Love Can Do?".

### Lista de trilhas
| N.º            | Título                                                                                    | Duração |  |
| 1.             | "Voices of the wind (風たちの声)"                                                         | 4:13    |  |
| 2.             | "Celebration (祝祭)" (featuring Toko Miura)                                               | 4:34    |  |
| 3.             | "Grand Escape (グランドエスケープ)" (featuring Toko Miura)                                | 5:39    |  |
| 4.             | "We'll Be Alright (大丈夫)"                                                               | 5:35    |  |
| 5.             | "Is There Still Anything That Love Can Do? (愛にできることはまだあるかい) (English ver.)" | 6:45    |  |
| Duração total: | Duração total:                                                                            | 26:45   |  |

## Gráficos

### Gráficos semanais
| Gráfico (2019)                  | Posições de pico    | Posições de pico |
| Gráfico (2019)                  | Weathering with You | Complete version |
| ------------------------------- | ------------------- | ---------------- |
| Japanese Albums (Oricon)        | 2                   | 2                |
| Japanese Hot Albums (Billboard) | 1                   | 2                |

### Gráficos do final do ano
| Gráfico (2019)                  | Posição |
| ------------------------------- | ------- |
| Japanese Albums (Oricon)        | 31      |
| Japanese Hot Albums (Billboard) | 12      |

### Canções cartografadas
| Título                                                                     | Ano  | Posições de pico do gráfico | Posições de pico do gráfico | Posições de pico do gráfico |
| Título                                                                     | Ano  | JPN Hot 100                 | JPN Top DL                  | US World Digit              |
| -------------------------------------------------------------------------- | ---- | --------------------------- | --------------------------- | --------------------------- |
| "Is There Still Anything That Love Can Do?" (愛にできることはまだあるかい) | 2019 | 3                           | 1                           | 14                          |
| "Grand Escape" (featuring Toko Miura) (グランドエスケープ)                 | 2019 | 9                           | 2                           | 10                          |

| Ano  | Prêmio                        | Categoria                | Resultado |
| ---- | ----------------------------- | ------------------------ | --------- |
| 2019 | 74º Mainichi Film Awards      | Melhor Música            | Venceu    |
| 2020 | 34º Japan Gold Disc Award     | Álbum de Animação do Ano | Venceu    |
| 2020 | 43º Japan Academy Film Prize  | Melhor Música            | Venceu    |
| 2020 | 24º Space Shower Music Awards | Melhor Trilha Sonora     | Venceu    |